# Vales (Bóveda)
Vales es un lugar del municipio de Bóveda, en la provincia de Lugo, España. Pertenece a la parroquia de Teilán.
Se encuentra a 425 metros de altitud, junto a la carretera LU-611 que une Rubián con Taboada. En 2022 tenía una población de 45 habitantes, 18 hombres y 27 mujeres.